# Kupferelektrolyt
Kupferelektrolyte werden zum elektrolytischen Abscheiden von Kupferschichten in der Galvanotechnik verwendet. Die abgeschiedenen Schichten sind sehr duktil und lassen sich sehr gut polieren. Die dabei eingesetzten Kupferelektrolyte sind meist auf Schwefelsäure- oder Cyanidbasis. Neutrale Elektrolyte, in denen das Kupfer in Form von Komplexverbindungen gebunden ist, haben sich bisher kaum verbreitet, da bei der Behandlung des Abwassers sich das Kupfer nur sehr schwer entfernen lässt.